# سرب استیفنات
سرب استیفنات (به انگلیسی: Lead styphnate) با فرمول شیمیایی C6HN3O8Pb یک ترکیب شیمیایی با شناسه پاب‌کم 7476 است. که جرم مولی آن ۴۵۰٫۲۸۸ گرم بر مول می‌باشد. 